# 1982 Cline
1982 Cline је астероид главног астероидног појаса са средњом удаљеношћу од Сунца која износи 2,309 астрономских јединица (АЈ).
Апсолутна магнитуда астероида је 12,5.